# La Libertad (Messico)
La Libertad è comune messicano, nello stato del Chiapas. Conta 5 232 abitanti secondo le stime del censimento del 2020.

Dal 1983, in seguito alla divisione del Sistema de Planeación, è ubicata nella regione economica VI: SELVA.